# Domnall Óc mac Domnaill Ó Domhnaill
Domnall Óc mac Domnaill Ó Domhnaill (vers 1242 - 1281) est le 5e O'Donnell ou Ua Domhnaill du  clan, et roi de Tír Chonaill en Irlande de 1258 à 1281 Il est un des principaux chefs de la résistance  la conquête du nord-ouest de l'Irlande par les Anglo-Normands et étroitement liée à bon nombre des figures les plus éminentes de ce mouvement, notamment Áed mac Felim Ua Conchobair, qui est souvent considéré comme le premier à avoir engagé des guerriers mercenaires gallowglass écossais.

## Famille et contexte
Domhnall Óc est le fils posthume de Domnall Mór mac Éicnecháin Ó Domhnaill, roi de  Tír Conaill et de son épouse, Lasairfhíona, une fille de Cathal Crobderg Ua Conchobair roi de Connacht. La tante de Lasairfhíona, Beanmhidhe, fille de Toirdelbach Ua Conchobair, était la femme du seigneur écossais, Maol Mhuire an Sparáin, fils de Suibhne mac Duinnshléibhe (en), dont la parenté jouera un rôle très important dans la carrière de  Domhnall Óc,
Au lendemain de la mort de Gofraid, il y eut une crise de vacance du pouvoir parmi le Cenél Conaill que ses rivaux du Cenél nEógain, tentent d'exploiter en exigeant un hommage. C'est à ce moment que Domhnall Óc âgé de 18 ans revient de son fosterage parmi le Clann Suibhne en Écosse afin de succéder à Gofraid,.En raison de l'influence de son éducation, il a été retenu par ses contemporains qu'il s'exprimait dans « dialecte écossais rugueux ».

## Règne
Le règne de Domhnall Óc est marqué par une  consolidation importante du pouvoir au sein de Tír Chonaill. Il jette les bases de l'établissement de la dynastie de  gallowglass Mac Suibhne en Tír Chonaill lorsque son beau-père, Eoin Mac Suibhne, usurpe vers 1263 les domaines des Ó Breisléins, seigneurs du Fanad.
La connexion entre Tír Chonaill et l'ouest de l'Écosse est antérieure au règne de Domhnall Óc. Par exemple, un membre de la dynastie Mac Somhairle, peut-être Ruaidhri mac Raghnaill, meurt dans l'armée du demi-frère aîné de Domhnall Óc, Maol Seachlainn, lors de la bataille de Ballyshannon. Mais après Domhnall Óc, l'équilibre des pouvoirs au sein de Tír Chonaill serait moins déterminé par les relations entre les septs traditionnels de Cenél Conaill que par les querelles au sein de la dynastie Ó Domhnaill/O'Donnell et de leurs vassaux Mac Suibhne, souvent avec le soutien direct d'un magnat écossais ou d'un autre.La règle ne serait plus des litiges parmi les principaux chefs traditionnels tels que les O'Muldory et O'Cannon. Tous les dirigeants suivants jusqu'au début de la période moderne seront des descendants directs de Domhnall Óc.
Le règne de Domhnall Óg voit non seulement l'arrêt de l'expansion de la domination anglo-normande dans le nord-ouest de l'Irlande, mais aussi l'émergence de Tír Chonaill en tant qu'opposant sérieux à la dynastie O'Neill pour la suprématie en Ulster et en tant qu'acteur important de la politique en Irlande. Il revendique également  la suzeraineté sur le nord du Connacht. Les Annales des quatre maîtres enregistrent les exploits militaires de Domhnall Óc en tant que roi de Tír Chonaill:
1259 :  Un raid de représailles victorieux dans le  Tír Eoghain et en Oriel,
1262 :  Une incursion de grande envergure dans le Fermanagh, le nord-Connacht et aussi loin que le futur comté de Longford,
1263: Des raid sur Clanricard en coopération avec Áed na nGall Ó Conchobair  (anglicisé en  Hugh O'Conor) et pour son propre compte jusque dans l'actuel Comté de Mayo,
1272 :  Une série de raids sur les îles du Lough Erne,
1273 :  Plusieurs expéditions contre le Cenél nEógain, apparemment de concert avec plusieurs chefs du Connacht servant comme tributaires,
1275 :  Il défend avec succès le Tír Chonaill contre une invasion du Cenél nEógain, poursuit les assaillants jusque chez eux et revient avec un important butin,
En 1281 Domhnall Óc est tué lors de la Bataille de Disirt-dá-Chríoch (près de l'actuel Dungannon dans le comté de Tyrone) en combattant contre Aodh Buidhe O'Neill, le fondateur du « Clan Aodha Bhuidhe » (anglais Clandeboye ou Clannaboy) assisté des anglais d'Ulster. Il a comme successeur comme roi de Tír Chonaill son fils Aodh,

## Union et postérité
Domhnall Óc se marie au moins deux fois et a un fils de chacune de ses épouses:  
- son successeur, Áed mac Domnaill Óic Ó Domhnaill, est le fils d'une fille de Eoin Mac Suibhne, petit-fils de Maol Mhuire an Sparáin[22],[23].
- Toirdhealbhach mac Domnaill Óic Ó Domhnaill, qui contestera ensuite le royaume à Áed, était le fils d'une fille d'Angus Mór MacDonald, le fondateur du Clan Donald dont sont issus les futurs  Seigneur des Îles[24].

### Sources
- (en) Art Cosgrove, « Medieval Ireland 1169-1534 », dans New History of Irland, vol. II, Oxford, Oxford University Press, 2008 (ISBN 978019 9539703)
- (en) S. Duffy, Ireland and the Irish Sea Region, 1014–1318, Dublin, Trinity College, 1993 (lire en ligne)
- (en) S. Duffy, « The Bruce Brothers and the Irish Sea World, 1306–29 », dans Robert the Bruce's Irish Wars: The Invasions of Ireland 1306–1329, Stroud, Tempus Publishing, 2002, 45–70 p. (ISBN 0-7524-1974-9)
- (en) P. Parkes, « Celtic Fosterage: Adoptive Kinship and Clientage in Northwest Europe », Comparative Studies in Society and History, vol. 48, no 2,‎ 2006, p. 359–395 (ISSN 1475-2999, e-ISSN 0010-4175, DOI 10.1017/S0010417506000144, JSTOR 3879355)
- (en) K. Simms, « The Clan Murtagh O'Conors », Journal of the Galway Archaeological and Historical Society, vol. 53,‎ 2001, p. 1–22 (ISSN 0332-415X, JSTOR 25535718)
- (en) Ruairí Ó hUiginn, « Annals, Histories, and Stories », dans Ollam: Studies in Gaelic and Related Traditions in Honor of Tomás Ó Cathasaigh, Stroud, Rowman & Littlefield, 2016, 101–114 p. (ISBN 9781611478358)